# Eli Ben-Dahan

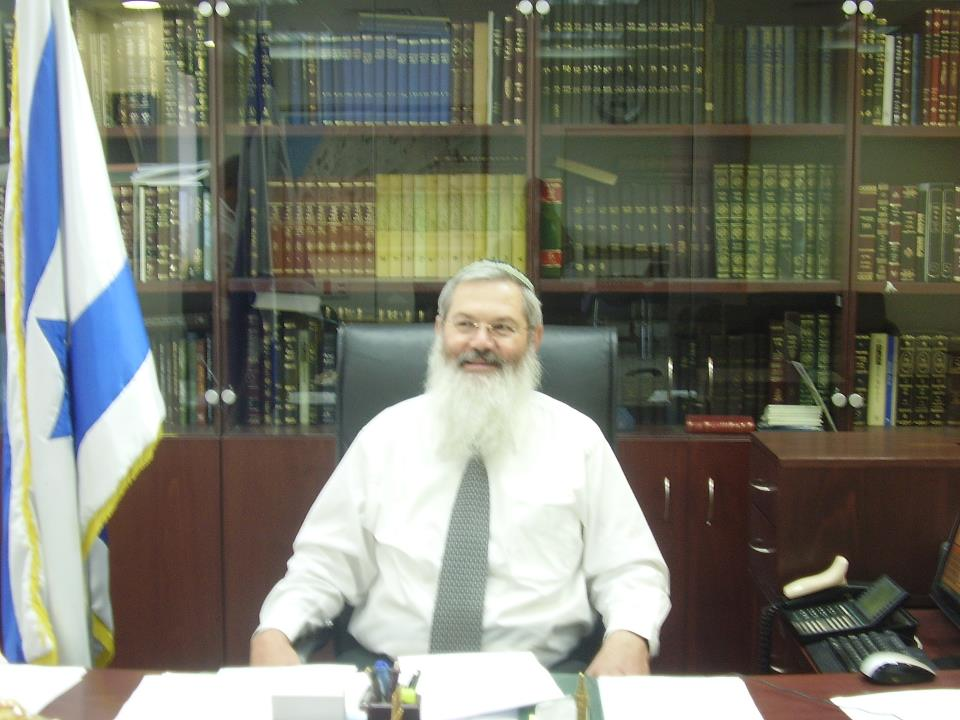
Eli Ben-Dahan (2012)

Eli Ben-Dahan, auch Elijahu Micha'el Ben-Dahan (hebräisch אלי בן דהן auch אליהו מיכאל בן דהן; * 1954 in Casablanca), ist ein israelischer Politiker der Partei haBajit haJehudi, Mitglied der derzeitigen israelischen Knesset und seit Mai 2015 Stellvertretender Verteidigungsminister.

## Leben
Von 2013 bis Mai 2015 war Ben-Dahan stellvertretender Minister für religiöse Angelegenheiten in der Regierung von Ministerpräsident Benjamin Netanjahu. Im Mai 2015 wurde er zum stellvertretenden Verteidigungsminister ernannt, der u. a. für die Militärverwaltung des von Israel besetzten Westjordanlandes verantwortlich ist.
Er lebt in Har Choma, ist verheiratet und hat neun Kinder.